# Lill-Abmortjärnen
Lill-Abmortjärnen är en sjö i Arvidsjaurs kommun i Lappland och ingår i Byskeälvens huvudavrinningsområde. Sjön har en area på 0,0863 kvadratkilometer och ligger 373 meter över havet.

## Delavrinningsområde
Lill-Abmortjärnen ingår i det delavrinningsområde (728688-165925) som SMHI kallar för Mynnar i Kilisån. Medelhöjden är 381 meter över havet och ytan är 14,33 kvadratkilometer. Räknas de 3 avrinningsområdena uppströms in blir den ackumulerade arean 47,25 kvadratkilometer. Dyrasbäcken som avvattnar avrinningsområdet har biflödesordning 4, vilket innebär att vattnet flödar genom totalt 4 vattendrag innan det når havet efter 148 kilometer. Avrinningsområdet består mestadels av skog (64 procent) och sankmarker (25 procent). Avrinningsområdet har 1,22 kvadratkilometer vattenytor vilket ger det en sjöprocent på 8,5 procent.